# Îlet Madame
Îlet Madame är en ö i Martinique. Den ligger i den östra delen av Martinique, 22 km öster om huvudstaden Fort-de-France.